# Ievgueni Balitski
Ievgueni Vitalievitch Balitski (russe : Евгений Витальевич Ба́лицкий) est un homme politique né à Melitopol qui fut militaire et homme politique ukrainien, actuel gouverneur de l'occupation russe de l'oblast de Zaporijjia.

## Biographie
Il est diplômé de l'école supérieure d'ingénierie de l'aviation militaire de Tambov, il servait alors comme lieutenant dans les Forces aériennes soviétiques ensuite dans la Force aérienne ukrainienne qu'il a quitté en 1995, il servait alors dans une unité de transport aérienne à Melitopol.
Balitski était membre du Parti des régions et du Bloc d'opposition, en septembre 2022 il devint membre de Russie unie.